# Georges Goyau

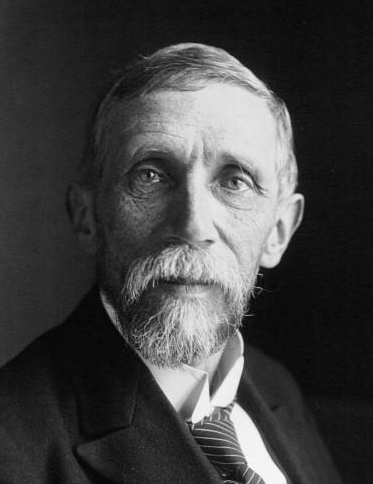
Georges Goyau (1922)

Pierre Louis Théophile Georges Goyau (* 31. Mai 1869 in Orléans; † 25. Oktober 1939 in Bernay) war ein französischer Religionshistoriker und Essayist.

## Leben
Goyau, Sohn des Tierarztes Louis-Pierre Goyau (1829–1903), besuchte das Lycée d’Orléans und anschließend in Paris das Lycée Louis-le-Grand und die École normale supérieure.
1891 bestand er sein Agrégationsexamen in Geschichte und Geographie und wurde im folgenden Jahr Lehrer an der École française de Rome. Ab 1894 schrieb er für die Revue des Deux Mondes und Le Figaro und veröffentlichte zahlreiche Bücher zur Geschichte der Römisch-katholischen Kirche.
Am 10. November 1903 heiratete Goyau die Schriftstellerin Lucie Faure (1866–1913), die Tochter des damals schon verstorbenen ehemaligen Staatspräsidenten Félix Faure, und 1916 Juliette Heuzey (1865–1952), die 1947 eine Biografie über ihren Mann veröffentlichte.
Am 15. Juni 1922 wurde Georges Goyau in die Académie française gewählt und war ab dem 13. Januar 1938 bis zu seinem Tode im folgenden Jahr Secrétaire perpétuel.

## Ehrungen
- Mitglied der Ehrenlegion (Kommandeur)
- 1898: Prix Bordin für L’Allemagne religieuse: le Protestantisme
- 1908: Prix Vitet
- Die Académie française lobt seit 1994 jährlich den Prix Georges Goyau für Arbeiten in der Geschichte und Soziologie aus.[1]

## Werke
- Chronologie de l’Empire romain. 1891
- mit B. et J. Brunhes: Du toast à l’Encyclique. 1892
- unter Pseudonym: Le Pape, les catholiques et la question sociale
- Lexique des antiquités romaines. 1894
- mit P. Fabre und A. Pératé: Le Vatican, les Papes et la Civilisation. 1895
- Autour du catholicisme social. 5 Bände, 1897–1912
- L’Allemagne religieuse: le Protestantisme. 1898
- La Franc-maçonnerie en France. 1899
- L’École d’aujourd’hui. 2 Bände,  1899–1906
- L’Église romaine et les courants politiques du siècle. 1900
- Lendemains d’unité : Rome, Royaume de Naples. 1900
- Les Nations apôtres : vieille France, jeune Allemagne. 1903
- L’Allemagne religieuse : le Catholicisme. 4 Bände, 1905–1909
- Jeanne d’Arc devant l’opinion allemande. 1907
- Bismarck et l’Église. Le Kulturkampf. 4 Bände, 1911–1913
- L’Idée de patrie et l’humanitarisme. 1913
- Essai d’histoire française (1866–1901), 1913
- Les Catholiques allemands et l’Empire évangélique. 1917
- Les Dames de la Charité de Monsieur Vincent. 1918
- Le Cardinal Mercier. Éditions Flammarion, Paris 1918
- Une Ville-Église: Genève. 2 Bände, 1919
- L’Église libre dans l’Europe libre. 1919
- Les Étapes d’une gloire religieuse: Sainte Jeanne d’Arc. 1920
- Le Catholicisme, doctrine d’action. 1921
- La Pensée religieuse de Joseph de Maistre. 1921
- Portraits catholiques. 1921
- Précurseurs. 1921
- Histoire religieuse de la France. 1921
- Sainte Mélanie (383–439). Édition Victor Lecoffre, Paris 1921
- Papauté et Chrétienté sous Benoît XV. 1920
- La Vie des livres et des âmes. 1923
- Ozanam. 1923
- Un grand missionnaire: le cardinal Lavigerie. 1923
- Orientations catholiques. 1923
- Une épopée mystique. Les origines religieuses du Canada. Éditions Bernard Grasset, 1924
- mit Georges Rigault: Les Martyrs de la Nouvelle-France, Extraits des Relations et Lettres des missionnaires Jésuites. Éditions SPES, Paris 1925
- Le Visage de Rome chrétienne. 1926
- L’Effort catholique dans la France d’aujourd’hui. 1926
- Saint Bernard. 1927
- Augouard. 1927
- Saint Louis, Louis de Poissy, Louis de France. Nobles vies, grandes œuvres. Éditions Plon, Paris 1928
- L’Église en marche. 6 Bände, 1928–1936
- Un roman d’amitié entre deux adversaires politiques: Falloux et Persigny. Ernest Flammarion, 1928
- Dieu chez les Soviets. 1929
- De Constantin au traité de Latran: Rome chrétienne, son visage, son organisation. Éditions Flammarion, Paris 1929
- Un grand » homme «: Mère Javouhey, apôtre des Noirs. Éditions Plon, Paris 1929
- Les Prêtres des Missions étrangères. Éditions Gresset, Paris 1932
- Le Cardinal Lavigerie. Un grand missionnaire. Éditions Plon, Paris 1932
- Les Grands Desseins missionnaires d’Henri de Solages (1786–1832). 1933
- Une fondatrice d’institut missionnaire: Mère Marie de la Passion et les Franciscaines missionnaires de Marie. 1935
- Les œurs de Notre-Dame des Apôtres. 1936
- La Congrégation du Saint-Esprit. 1937
- La Congrégation de la Mission des Lazaristes. 1938
- La Normandie bénédictine, pirates vikings et moines normands. Éditions Plon, 1940
- Le Christ. Flammarion, Paris 1940

### In deutscher Sprache
- mit Henri Chéramy: Das Antlitz des christlichen Rom. Société Anonyme d’Éditions Artistiques, Genf 1926
- mit  André Pératé, Paul Fabre, Eugène-Melchior de Vogüé: Der Vatikan: die Päpste und die Civilisation: die Oberste Leitung der Kirche. Benziger, Einsiedeln, Waldshut, Köln 1898
- Das religiöse Deutschland: der Protestantismus. Benziger, Einsiedeln 1906
- Was verdankt die katholische Welt Frankreich?. Société Alsacienne d’Edition "Alsatia", Sélestat 1924
- mit Henri Chéramy: Die Anfänge der Römischen Kirche: die Katakomben. Société Anonyme d’Éditions Artistiques, Genf 1926